# HMS E49
Pour les articles homonymes, voir E49.
Le HMS E49 est un sous-marin britannique de classe E construit pour la Royal Navy par Swan Hunter à Wallsend. Sa quille est posée le 15 février 1915 et il est mis en service le 14 décembre 1916. Le E49 a été coulé par une mine au large des îles Shetland le 12 mars 1917. Le champ de mines avait été posé par le U-boot allemand UC-76 le 10 mars 1917. Il n’y a pas eu de survivant. Le E49 se trouve à 96 pieds (29 m) de profondeur avec son étrave arrachée.

## Conception
Comme tous les sous-marins de la classe E postérieurs au E8, le E49 avait un déplacement de 662 tonnes longues (730 tonnes courtes) en surface et de 807 tonnes longues (890 tonnes courtes) en immersion. Il avait une longueur totale de 55 m et un maître-bau de 6,92 m. Il était propulsé par deux moteurs Diesel Vickers huit cylindres à deux temps de 800 chevaux (600 kW) et moteurs électriques deux moteurs électriques de 420 chevaux (310 kW),.
Le sous-marin avait une vitesse maximale de 16 nœuds (30 km/h) en surface et de 10 nœuds (19 km/h) en immersion. Les sous-marins britanniques de la classe E avaient une capacité en carburant de 50 tonnes longues (55 tonnes courtes) de gazole, et une autonomie de 2 829 milles marins (5 238 km) lorsqu’ils faisaient route à 10 nœuds (19 km/h). Ils pouvaient naviguer sous l’eau pendant cinq heures en se déplaçant à 5 nœuds (9,3 km/h).
Le E49 était armé d’un canon de pont de 12 livres QF (Quick Firing) de 3 pouces (76 mm) monté vers l’avant du kiosque. Il avait cinq tubes lance-torpilles de 18 pouces (457 mm), deux à l’avant, un de chaque côté à mi-longueur du navire et un à l’arrière. Au total, 10 torpilles étaient emportées à bord.
Les sous-marins de la classe E avaient la télégraphie sans fil d’une puissance nominale de 1 kilowatt. Sur certains sous-marins, ces systèmes ont par la suite été mis à niveau à 3 kilowatts en retirant un tube lance-torpilles du milieu du navire. Leur profondeur maximale de plongée théorique était de 100 pieds (30 mètres). Cependant, en service, certaines unités ont atteint des profondeurs supérieures à 200 pieds (61 mètres). Certains sous-marins contenaient des oscillateurs Fessenden.
Leur équipage était composé de trois officiers et 28 hommes.

## Mémorial
Un mémorial aux 31 sous-mariniers perdus dans le naufrage du E49 a été dévoilé le 12 mars 2017 à Baltasound, sur l'île d'Unst. Le mémorial a été organisé par l’agent de police local à la retraite Harry Edwards. Des membres de l’équipage du sous-marin de la Royal Navy HMS Vengeance et des descendants du premier officier du E49 (Basil Beal) et du commandant en second (Reay Parkinson) ont assisté à l’inauguration.